# صقر (المهرة)
صقر هي إحدى قرى مديرية حصوين التابعة لمحافظة المهرة، بلغ تعداد سكانها 2058 نسمة حسب تعداد اليمن لعام 2004.